# Маккри, Джон (актёр)
Джон Маккри (англ. John McCrea; род. 10 октября 1992, Олдершот, Гэмпшир, Англия) — британский актёр и певец. Наиболее известен ролью Арти в криминальной комедии «Круэлла» (2021) и Стива Северина в мини-сериале «Пи́стол» (2022), а также участием в мюзиклах. За роль Джейми Нью в мюзикле «Все говорят о Джейми» был номинирован на премию Лоренса Оливье.

## Биография
Окончил театральную школу Сильвии Янг в Лондоне. Является открытым геем.

### Карьера
Маккри принимал участие в нескольких кинопроектах, в числе наиболее заметных роль в драме «Божья земля», а также участие в мини-сериалах «Дракула» и «Пи́стол».
В фильме «Круэлла» (2021) Маккри сыграл владельца магазина винтажной одежды по имени Арти (этот персонаж стал первым открытым геем в художественной фильмографии Диснея). Актёр также внёс вклад в саундтрек картины, записав кавер-версию песни The Stooges «I Wanna Be Your Dog», которую исполняет его герой.

## Фильмография
| Год  |     | Русское название                          | Оригинальное название            | Роль                                       |
| ---- | --- | ----------------------------------------- | -------------------------------- | ------------------------------------------ |
| 2004 | тф  | Жители Ист-Энда: рождественская вечеринка | EastEnders: Christmas Party      | мальчик в хоре                             |
| 2004 | с   |                                           | Kerching!                        | Робби (эпизод: «1.11»)                     |
| 2005 | с   | Новые трюки                               | New Tricks                       | Алан (эпизод: «Fluke of Luck»)             |
| 2005 | с   | Холодный дом                              | Bleak House                      | танцор (эпизод: «1.8»), в титрах не указан |
| 2006 | с   | Шоу Кэтрин Тейт                           | The Catherine Tate Show          | Фергюс (эпизод: «Lauren Gets Hitched»)     |
| 2011 | тф  |                                           | Documental                       |                                            |
| 2015 | ф   |                                           | Late Night with Albin and Bibita | Альбин                                     |
| 2017 | ф   | Божья земля                               | God's Own Country                | парень из университета                     |
| 2018 | ф   | Все говорят о Джейми                      | Everybody's Talking About Jamie  | Джейми Нью                                 |
| 2019 | кор | Наша сестра                               | Our Sister                       | хореограф                                  |
| 2019 | с   | Долг/стыд                                 | Giri/Haji                        | Тифф (4 эпизода)                           |
| 2020 | с   | Дракула                                   | Dracula                          | Зев (эпизод: «The Dark Compass»)           |
| 2021 | ф   | Круэлла                                   | Cruella                          | Арти                                       |
| 2021 | ф   | Все говорят о Джейми                      | Everybody's Talking About Jamie  | молодой Локо Шанель (камео)                |
| 2021 | ф   | Она будет                                 | She Will                         | Ансель                                     |
| 2022 | с   | Мы охотимся вместе                        | We Hunt Together                 | Райан Парсонс (3 эпизода)                  |
| 2022 | с   | Пи́стол                                    | Pistol                           | Стив Северин (5 эпизодов)                  |
| 2023 | ф   | Женщина                                   | Femme                            | Тоби                                       |

### Театральные роли
| Год       | Постановка           | Роль       | Площадка                  |
| --------- | -------------------- | ---------- | ------------------------- |
| 2005      | Звуки музыки         | Ребёнок    | Палладиум, Лондон         |
| 2017      | Все говорят о Джейми | Джейми Нью | Крусибл, Шеффилд          |
| 2017-2019 | Все говорят о Джейми | Джейми Нью | Apollo Theatre, Лондон    |
| 2022      | «Папочка» («Daddy»)  | Макс       | Алмейда, Лондон           |
| 2023      | Кабаре (Cabaret)     | ведущий    | Playhouse Theatre, Лондон |

## Награды
| Год  | Награда                       | Категория                     | Результат |
| ---- | ----------------------------- | ----------------------------- | --------- |
| 2017 | Critics' Circle Theatre Award | Most Promising Newcomer       | Победа    |
| 2018 | WhatsOnStage Awards           | Лучшая мужская роль в мюзикле | Победа    |
| 2018 | Премия Лоренса Оливье         | Лучшая мужская роль в мюзикле | Номинация |